# Rockholds (Kentucky)
Rockholds es un lugar designado por el censo ubicado en el condado de Whitley en el estado estadounidense de Kentucky. En el Censo de 2010 tenía una población de 390 habitantes y una densidad poblacional de 126,64 personas por km².

## Geografía
Rockholds se encuentra ubicado en las coordenadas 36°49′54″N 84°6′28″O / 36.83167, -84.10778. Según la Oficina del Censo de los Estados Unidos, Rockholds tiene una superficie total de 3.08 km², de la cual 3.07 km² corresponden a tierra firme y (0.25%) 0.01 km² es agua.

## Demografía
Según el censo de 2010, había 390 personas residiendo en Rockholds. La densidad de población era de 126,64 hab./km². De los 390 habitantes, Rockholds estaba compuesto por el 98.97% blancos, el 0.26% eran afroamericanos, el 0.26% eran amerindios, el 0% eran asiáticos, el 0% eran isleños del Pacífico, el 0% eran de otras razas y el 0.51% pertenecían a dos o más razas. Del total de la población el 0.51% eran hispanos o latinos de cualquier raza.